# Savannepieper
De savannepieper  (Anthus caffer) is een soort zangvogel uit de familie piepers en kwikstaarten van het geslacht Anthus.

## Verspreiding en leefgebied
Deze soort komt voor in zuidelijk en oostelijk Afrika en telt vijf ondersoorten:
- A. c. australoabyssinicus: zuidelijk Ethiopië.
- A. c. blayneyi: zuidelijk Kenia en noordelijk Tanzania.
- A. c. mzimbaensis: van Angola en noordoostelijk Botswana tot Zambia, westelijk Malawi, centraal Zimbabwe en noordoostelijk Botswana.
- A. c. caffer: van zuidoostelijk Botswana en zuidwestelijk Zimbabwe tot het noordelijke deel van Centraal-Zuid-Afrika.
- A. c. traylori: noordoostelijk Zuid-Afrika en zuidelijk Mozambique.